# Richard Gregory
Richard Langton Gregory, nacido el 24 de julio de 1923 - m. 17 de mayo de 2010), fue un neurólogo, profesor emérito de la Universidad de Bristol, especialista en el campo de la percepción y de las ilusiones ópticas, autor del libro El ojo y el cerebro. Ha participado en numerosos programas de divulgación científica en televisión en el Reino Unido y en todo el mundo, en España en el programa de TVE Redes.